# Świątynia Bingling

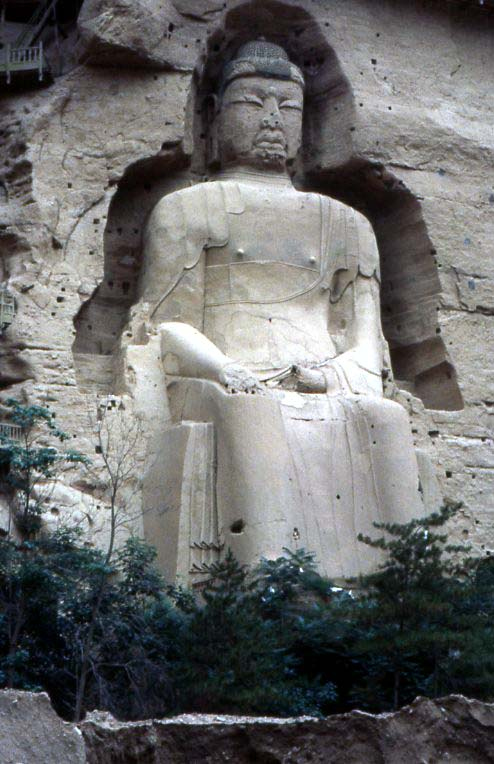
Posąg siedzącego Majtrei

Świątynia Bingling (chiń. upr. 炳灵寺; chiń. trad. 炳靈寺; pinyin Bǐnglíng Sì) – buddyjski kompleks religijny, znajdujący się nad Żółtą Rzeką w prowincji Gansu w Chinach, około 70 kilometrów na zachód od Lanzhou. Budowany stopniowo od V do XVIII wieku składa się w chwili obecnej z 216 grot i nisz, wykutych w formacjach skalnych łańcucha górskiego Xiaojishi. Dostęp do Bingling możliwy jest jedynie drogą wodną. Dolna część kompleksu, obejmująca około 170 jaskiń, została trwale zalana w 1967 roku, w wyniku podniesienia się poziomu Huang He po budowie tamy.
Najlepiej zachowała się część kompleksu położona na zachodnim brzegu rzeki, składająca się ze 183 grot. Mieszczą się w nich liczne malowidła ścienne oraz setki rzeźb z gliny i kamienia. Dwie trzecie skalnych grot pochodzi z okresu dynastii Tang. W tym czasie zbudowano też monumentalną, 27-metrową podobiznę siedzącego Buddy Majtrei. Dolną część posągu wykonano z gliny osadzonej na drewnianym rusztowaniu, zaś górną wyrzeźbiono w piaskowcu. Za panowania mongolskiej dynastii Yuan w Bingling mieścił się jeden z najważniejszych ówcześnie klasztorów buddyjskich. W jednej z jaskiń odkryto datowaną na 420 rok inskrypcję, będącą najstarszym tego typu zabytkiem sztuki buddyjskiej w Chinach. Przybywający w ciągu wieków pielgrzymi z krajów ościennych przywozili ze sobą liczne okazy roślin egzotycznych, m.in. sandałowca, które do dziś rosną wokół grot.